# Ирпень (станция)
Ирпе́нь — пассажирская железнодорожная станция в Киевской области направления на Коростень Юго-Западной железной дороги. Была открыта в 1913 между станциями Беличи и Лесная Буча при строительстве Украинской железной дороги, а именно вывода участка Киев - Ковель. Изначально использовалась как промежуточная станция технического обслуживания для грузовых составов, однако спустя несколько лет, после строительства вокзального комплекса начала работать и с пассажирскими поездами. Расположена на территории города Ирпень. Станция находится на участке между станцией Беличи (посёлок Коцюбинское), расстояние до которого 7 км, и остановочной платформой Лесная Буча (расстояние — 3 км).
В 1959 году станция была электрифицирована во время электрификации участка железной дороги Киев — Ворзель и сюда впервые пошли электропоезда. В середине 2000-х годов станция была реконструирована.
Внутри вокзала предусмотрен зал ожидания на 60 человек, удобные билетные кассы, камеры хранения, кнопка вызова сотрудников милиции и справочная служба.
На данный момент на территории Ирпени расположено 3 основных и 2 вспомогательных пути, выход к которым осуществляется через основную и боковую платформу.